# Яблуницька сільська рада (Верховинський район)
| Яблуницька сільська рада — орган місцевого самоврядування у Верховинському районі Івано-Франківської області з адміністративним центром у с. Яблуниця. Історична дата утворення: в 1940 році. 12 серпня 1952 р. Жаб'євський райвиконком ліквідував Яблоницьку сільраду з приєднанням її до Черемошненської сільради. Водоймища на території, підпорядкованій даній раді: річка Білий Черемош. Сільській раді підпорядковані населені пункти: - с. Яблуниця - с. Сеньківське - с. Черемошна |

## Склад ради
Рада складається з 16 депутатів та голови.

### Керівний склад ради
| ПІБ                     | Основні відомості                                                                         | Дата обрання | Дата звільнення |
| ----------------------- | ----------------------------------------------------------------------------------------- | ------------ | --------------- |
| Димидюк Ніна Василівна  | Сільський голова, 1954 року народження, освіта, член Народно-демократичної партії України | 26.03.2006   | 31.10.2010      |
| Федорчук Петро Петрович | Сільський голова, 1960 року народження, освіта вища, безпартійний                         | 31.10.2010   |                 |

Примітка: таблиця складена за даними джерела

## Населення
Згідно з переписом УРСР 1989 року чисельність наявного населення села становила 1490 осіб, з яких 713 чоловіків та 777 жінок.
За переписом населення України 2001 року в селі мешкали 1533 особи.

### Мова
Розподіл населення за рідною мовою за даними перепису 2001 року:
| Мова       | Відсоток |
| ---------- | -------- |
| українська | 99,81 %  |
| російська  | 0,19 %   |